# 吉安豊英
吉安 豊英（よしやす とよひで）は、戦国時代の武将。大内氏家臣である冷泉氏の一門。

## 出自
豊英が生まれた冷泉氏の本姓は多々良氏であり、大内氏の支流である。父・冷泉興豊が母方の冷泉家の家号を称して冷泉氏を名乗った。

## 生涯
大内氏家臣である冷泉興豊の子として誕生。豊英は名字を「吉安」へと改め、冷泉氏の当主に代々仕えた。
天文20年（1551年）9月1日、大寧寺の変において大内義隆に最期まで付き従った兄・隆豊が戦死。豊英は隆豊の嫡男である五郎（後の冷泉元豊）と次男の四郎（後の冷泉元満）を連れて安芸国の国人・平賀氏の前当主であった平賀弘保の許へと逃亡した。
その後、難を逃れた元豊は弘治元年（1555年）から始まる毛利元就の防長経略の際に毛利氏に仕え始めた。豊英のその後の動向は不明だが、豊英の後は嫡男・満定が継いだ。